# 라스로사스데마드리드

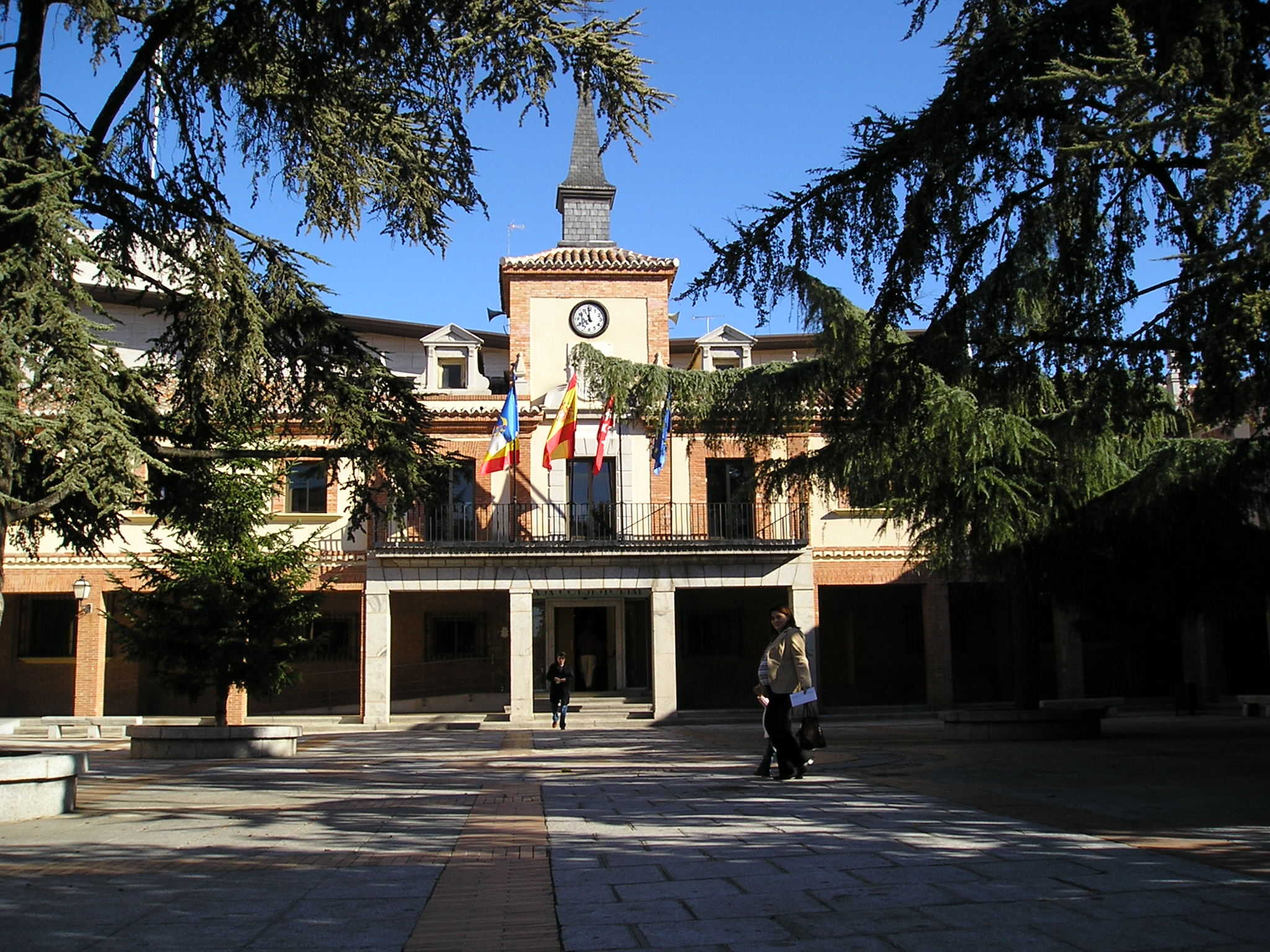
라스로사스데마드리드 시청

라스로사스데마드리드(스페인어: Las Rozas de Madrid)는 스페인 마드리드 지방에 위치한 도시로 면적은 59.14km2, 높이는 718m, 인구는 86,340명(2009년 기준), 인구 밀도는 1,459.93명/km2이다. 마드리드에서 북서쪽으로 20km 정도 떨어진 곳에 위치한다.

시기
시 문장